# Деон, Мишель
Мише́ль Део́н, настоящее имя Эдуар Мишель (фр. Michel Déon, Édouard Michel; 4 августа 1919, Париж — 28 декабря 2016, Голуэй) — французский писатель, драматург, журналист. Был близок к литературной группе «Гусары». Лауреат ряда литературных премий, в том числе Интералье и Большой премии Французской академии, член Французской академии с 1978 года.

## Биография и творчество
Мишель Деон родился в 1919 году в Париже. Его отец, Поль Мишель, был советником Луи II, князя Монако, поэтому детство Мишеля проходило между Парижем, Монако и Ниццей. После смерти отца он вернулся с матерью в Париж, где посещал лицей Жансон-де-Сайи, а в 1937 году поступил на факультет права Парижского университета.
В 1939 году был мобилизован; служил секретарём в редакции Action française. Вернувшись в 1944 году в Париж, сотрудничал с рядом газет и одновременно писал свой первый роман. Этот роман, Adieux à Sheila, был в том же году опубликован, однако впоследствии Деон относил его, как и два последующих, к неудачам и предпочитал считать подлинным своим литературным дебютом вышедший в 1950 году Je ne veux jamais l’oublier.
Не найдя себе места в послевоенной Франции, в кругах лево-ориентированной интеллектуальной элиты, возглавляемой Жан-Полем Сартром, в 1946 году Деон уехал работать пресс-корреспондентом в Швейцарии и Италии. Затем, в 1950 году, грант Фонда Рокфеллера позволил ему отправиться в США и Канаду. На протяжении всей своей жизни Деон будет много путешествовать, подолгу живя в разных странах; страсть к путешествиям найдёт яркое отражение в его литературном творчестве.
Вернувшись в 1951 году во Францию, Деон продолжил журналистскую деятельность и в то же время начал регулярно публиковаться как автор художественной прозы. В 1952 году писатель и критик Бернар Франк отнёс его к литературной группе, которую окрестил «гусарами», — по названию романа «Голубой гусар» одного из представителей группы Роже Нимье. Молодые писатели — представители группы не создавали литературной школы, не имели деклараций и манифестов, однако их объединяли склонность к стиранию граней между «серьёзной» и «массовой» литературой, преимущественно любовно-авантюрные сюжеты и герой-«гусар»: юный, беспечный и пылкий.
С 1956 года работал литературным консультантом в издательстве Plon; в 1958 году вновь покинул Францию, чтобы сперва отправиться в Португалию, а затем в Грецию. В 1961 году вернулся в Париж, где некоторое время сотрудничал с издательством La Table ronde; в 1963 году снова уехал в Грецию и пять лет жил на острове Спеце. В 1950-х — начале 1960-х годов опубликовал ряд романов (в том числе Le Dieu pâle (1954), Tout l’amour du monde (1955), Lettre à un jeune Rastignac (1956), Les Trompeuses Espérances (1956), Fleur de colchique (1957), Les Gens de la nuit (1958), La Carotte et le Bâton (1960), Le Balcon de Spetsaï (1961)); с 1964 по 1970 год печатался мало.
В 1968 году жил в Португалии, с 1969-го — в Ирландии, Греции и Франции. В 1970-х годах были написаны самые известные его романы: Poneys sauvages («Дикие пони», 1970), отмеченный премией Интералье, и Un taxi mauve («Лиловое такси», 1973), удостоенный Большой премии Французской академии. Деон также является лауреатом Премии французской прессы за роман Je vous écris d’Italie (1984), премии Жионо за роман La Cour des grands (1996) и премии Одиберти (2008) за совокупность творчества. Помимо романов, писал театральные пьесы и сценарии радиопостановок; в общей сложности его творческое наследие насчитывает около пятидесяти произведений.
В 1978 году был избран членом Французской академии. Был почётным доктором Ирландского национального университета и Афинского университета, ассоциированным членом Лиссабонской академии наук.
Умер 28 декабря 2016 года в Голуэе (Ирландия), в возрасте 97 лет. В 2020 году прах писателя был перезахоронен на парижском кладбище Монпарнас.